# Коми-Пермјаци
Коми-Пермјаци (застарело Пермјаци), угро-фински су народ, који претежно живи у Русији, односно на подручју бившег Коми-пермјачког аутономног округа, у којем су према попису из 2002. године чинили 59% становништва. Аутономија овог округа је укинута 2005. године, када он постаје један од административних округа Пермског краја. Као аутохтони народ живе и у Красновишерском рејону Пермског краја (око реке Јазве) и у Афанасјевском рејону Кировске области. У Пермском крају су 2010. представљали трећи народ по бројности (3,2%) после: Руса (87,1%) и Татара (4,6%). Пермјаци су већином православне вероисповести, мада постоји и значајан број старовераца, а говоре комско-пермјачким језиком, који спада у пермичку подгрупу угро-финске групе уралске породице језика.

## Популација
У Русији је 2010. укупно било 94.456 Кома-Пермјака. Од тог броја у Пермском крају где су аутохтони је живело 81.084 Кома-Пермјака, у Тјуменској области 2.621 (већим делом у Хантији-Мансији 2.134), у Свердловској области 1.328, у Ростовској области 1.113, У Републици Коми 659, у Краснодарском крају 652 и у Кировској области у којој су такође аутохтони народ (у Афанасевском рејону) 378.

## Подгрупе
Постоје две подгрупе Кома-Пермјака:
- Коми-Јазвинци
- Коми-Зјуздинци

Блиски сродници Кома-Пермјака су Коми (Коми-Зирјани).

## Језик
Комско-пермјачки језик је близак комском (комско-зирјанском) и удмуртском језику са којима чини пермску подгрупу угро-финских језика.
Дијалекти комско-пермичког језика су:
- Севернопермјачки (косинско-кама)
- Јужнопермјачки (инивен)
- Зјуздин
- Јазва (који се некад класификује и као посебан језик)

Њих 63.106 је говорило комско-пермјачким језиком. Данас је већина Кома-Пермјака двојезична и говори руским и комско-пермјачким језиком.